# Александру Чернат
Александру Чернат (на румънски: Alexandru Cernat) е румънски генерал и политик – 3 пъти е военен министър на Румъния.

## Биография
Роден е във Върлези, Окръг Галац, Румъния на 28 януари 1834 г. Ориентира се към военна кариера.
По време на Руско-турската война (1877 – 1878) е командир на IV пехотна дивизия.
Румънските въоръжени сили се включват във войната при 3-та атака при Плевен (26 август – 7 септември). III и IV пехотни дивизии под общото командване на генерал Чернат са разположени на пътя Плевен – с. Гривица. През първия ден на атаката овладяват траншеи на Гривицките редути. На следващия ден, с подкрепата на руски части, превземат и задържат редут № 1 Канлъ табия и отразяват успешно опита на Осман паша да си върне редута. На 6 / 18 и 7 / 19 септември румънските части атакуват, превземат и задържат редут № 2 Баштабия.
По време на пълната блокада на Плевен генерал Чернат е началник на I блокаден участък. Активно участва в разгрома на Западната османска армия на 28 ноември / 10 декември, завършил с капитулация.
След войната 3 пъти е военен министър на Румъния (2 април – 19 август 1877, 19 март – 24 ноември 1878, 1881 – 1882). Умира в Ница, Франция на 8 декември 1893 г.